# Videosex
Videosex је била синтпоп група из Југославије (тачније, данашња Словенија). Певачица групе је била Ања Рупел. Снимили су четири албума. Њихов деби албум Videosex 84 појавио се 1983. године. Свирали су са бендовима као што су Екатарина Велика и Деца социализма. Група се распала 1992. године.

## Историја

### 1982-1992
Група је настала 1982. године, али није имала сталну поставу све до 1983. године, када су клавијатуриста Матјаж Коси, раније Мартин Крпан, бубњар Изток Турк, раније члан Кузла и Деце социализма (у другом бенду свирао гитару), и бас гитариста. Јанез Крижај, бивши члан Деце социализма, позвао је клавијатуристкињу Нину Север и певачицу Ању Рупел да се придруже групи. Рупел, ћерка шлагер певачице Соње Берце, у време формирања групе је била средњошколка и, поред певања у дечјим хоровима и учења флауте у музичкој школи, није имала претходног извођачког искуства. Група је добила име Videosex по идеји Турка и Дејана Кнеза из Laibach-а. Име се у почетку није свидело Рупеловој, која је, плашећи се реакције својих родитеља, предложила име Рафаел 
Први наступ у већем простору имали су у септембру 1983. на фестивалу Нови рок у љубљанским Крижанкама. Бенд је убрзо стекао лојалну базу фанова својим синт-поп звуком. Крајем 1983. објавили су дебитантско издање, сингл са песмама „Моја мама“ и „Како бих волио да си ту“ потоњи са Турком на вокалу.
У марту 1984. бенд је објавио свој први албум у издању ЗКП РТЉ. Албум је донео први хит групе, "Детективска прича", синтпоп песму са текстовима о детективима у потрази за серијским убицом. Поред поменуте песме, на албуму су се налазиле песме „Ана“, „Неонска реклама“, песме које су раније објављене на синглу од 7 инча и неколико инструменталних нумера. Албум је привукао пажњу медија широм земље на бенд, а део штампе је Ању Рупел описао као секс симбол. Након објављивања албума, Матјаж Коси је напустио групу и основао поп бенд Мулен руж. Бенд је наставио са само једним клавијатуристом, наступивши на ЈУРМ фестивалу у Загребу. У јесен 1984. године наступају на фестивалу МЕСАМ и наступају на турнеји Парног ваљка.

## Дискографија

### Албуми
- Видеосекс 84, 1984,
- Lacrimae Christi, 1985,
- Свет је зопет млад, 1987,
- Моја мама/Детектив, 1990,
- Ljubi in Sovraži, 1992,
- Архив (компилација), 1997

### Синглови
- Моја мама (Б-страна: Како бих волио да си ту), 1983